# نيكون دي 2 اكس
نيكون دي 2 اكس' (بالإنجليزية: Nikon D2X)‏ كاميرا احترافية من إنتاج شركة نيكون 12.4 ميجا بيكسل وقد طرحت في السوق في سبتمر 2004